# ایستگاه فینچ

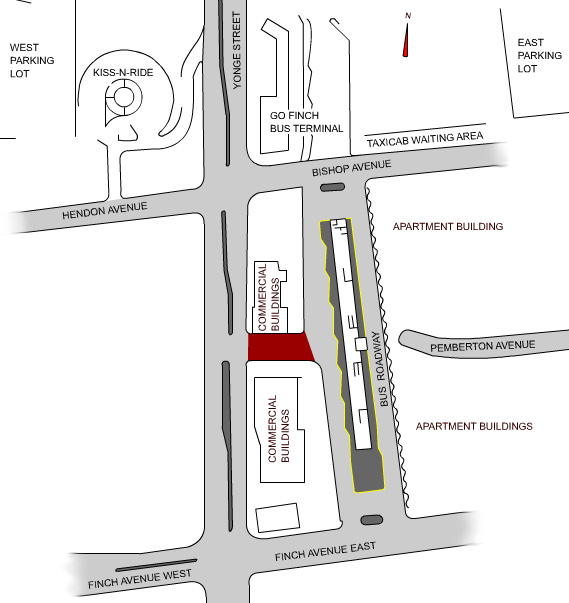
نقشه ایستگاه فینچ

ایستگاه فینچ (انگلیسی: Finch station) ایستگاه متروی پایانه شمالی بخش شرقی خط یک یانگ-یونیورسیتی در تورنتو، انتاریو، کانادا است. این ایستگاه در زیر خیابان یانگ، شمال خیابان فینچ واقع شده‌است.